# خوان فرناندو کینترو
خوان فرناندو کینترو پانیاگوآ (اسپانیایی: Juan Fernando Quintero Paniagua‎؛ زاده ۱۸ ژانویهٔ ۱۹۹۳) بازیکن فوتبال اهل کلمبیا است.

## تیم ملی
وی همچنین در تیم ملی فوتبال کلمبیا بازی کرده‌است.